# 田成
田成（1965年—），陕西凤翔人，汉族，中华人民共和国政治人物。

## 生平
毕业于解放军西安政治学院工商管理专业。加入中国共产党。担任甘肃省烟草工业有限责任公司总经理。2013年，担任第十二届全国人大代表。2018年2月24日，当选第十三届全国人大代表